# Patrick Daley
Patrick Lloyd „Pat“ Daley (* 27. März 1959 in Marville) ist ein ehemaliger kanadisch-französischer Eishockeyspieler, der in seiner aktiven Zeit von 1975 bis 1994 unter anderem für die Winnipeg Jets in der National Hockey League gespielt hat.

## Karriere
Der gebürtige Franzose Patrick Daley wuchs in Kanada auf und begann seine Karriere als Eishockeyspieler in der kanadischen Juniorenliga QMJHL, in der er von 1975 bis 1979 für National de Laval und Junior de Montréal aktiv war. Anschließend wurde er im NHL Entry Draft 1979 in der vierten Runde als insgesamt 82. Spieler von den Winnipeg Jets ausgewählt, für die er in den folgenden beiden Spielzeiten ein Tor in zwölf Spielen in der National Hockey League erzielte. Hauptsächlich kam der Verteidiger jedoch zu Einsätzen für deren Farmteam aus der Central Hockey League, die Tulsa Oilers. Nach einem Jahr bei den Fredericton Express aus der American Hockey League, kehrte der Linksschütze 1982 in seine französische Heimat zurück, wo er die folgenden drei Jahre bei der ASG Tours in der Ligue Magnus verbrachte.
Im Sommer 1985 erhielt Daley einen Vertrag bei den Français Volants, mit denen er in den folgenden beiden Jahren jeweils Vizemeister wurde. Anschließend verbrachte der ehemalige NHL-Spieler eine Spielzeit beim HC Gap, ehe er von 1988 bis 1991 für Rouen Hockey Élite 76 auf dem Eis stand, mit dem er in der Saison 1989/90 zum ersten und einzigen Mal in seiner Laufbahn Französischer Meister wurde. In der folgenden Spielzeit wurde der Franzose mit kanadischem Pass mit Rouen Vizemeister.
Nach zwei Jahren Pause beendete Patrick Daley bei Brest Albatros Hockey im Alter von 35 Jahren seine Karriere, für den er in der Saison 1993/94 in insgesamt 25 Spielen neun Scorerpunkte, darunter fünf Tore, erzielte.

### International
Für Kanada nahm Daley an der U20-Junioren-Weltmeisterschaft 1978 teil, bei der er mit seiner Mannschaft die Bronzemedaille gewann. Nach seiner Rückkehr nach Frankreich entschied er sich im Seniorenbereich für die französische Nationalmannschaft aufzulaufen und trat für diese bei den B-Weltmeisterschaften 1986 und 1987 an.

## Erfolge und Auszeichnungen
| - 1978 QMJHL First All-Star Team - 1986 Französischer Vizemeister mit den Français Volants - 1987 Französischer Vizemeister mit den Français Volants | - 1990 Französischer Meister mit Rouen Hockey Élite 76 - 1991 Französischer Vizemeister mit Rouen Hockey Élite 76 |

### International
- 1978 Bronzemedaille bei der U20-Junioren-Weltmeisterschaft